# Louis Emberger
Marie Louis Emberger (* 23. Januar 1897 in Thann, Reichsland Elsaß-Lothringen; † 30. November 1969 in Saint-Sulpice, Département Savoie) war ein französischer Botaniker. Sein botanisches Autorenkürzel lautet „Emb.“.

## Leben
Emberger wurde durch seinen Vater früh mit der Flora seines Heimatlandes vertraut gemacht. Sie durchwanderten gemeinsam die Vogesen, die elsässische Ebene und das Jura-Gebirge. Als Jugendlicher wollte er Pharmazeut werden, doch das Ende des Ersten Weltkriegs, nachdem das Elsass an Frankreich zurückging, veränderte seine Pläne. Anstatt sein Studium in Straßburg fortzusetzen, absolvierte er es in Lyon.
1918 machte er seinen Abschluss in den Naturwissenschaften, während er an der gemischten Fakultät für Medizin und Pharmazie arbeitete. 1920 schloss er sein Pharmaziestudium ab und 1921 verteidigte er seine Doktorarbeit mit dem Titel Recherches sur l'origine et l'évolution des plastides chez les ptéridophytes: contribution à l'étude de la cellule végétale, die er unter der Leitung seines Doktorvaters Marie Antoine Alexandre Guilliermond angefertigt hatte. Ihr Thema war die zytologische Untersuchung von Gefäßsporenpflanzen, um den Ursprung der Plastiden und Vakuolen bei diesen Pflanzen zu bestimmen. Bei dieser Gelegenheit hob er das abwechselnde Phänomen der Rückbildung und Entwicklung der Plastiden hervor und zeigte zusammen mit Guillermond und Georges Marie Mangenot, dass die Zellorganellen zwar ihre Individualität beibehielten, aber eine stark vom Chondriom abweichende Linie darstellten. Er untersuchte auch die anderen Zellbestandteile. Insbesondere verfolgte er die vollständige Auflösung des vakuolären Systems, wobei er dessen absolute Unabhängigkeit vom Chondriom herausstellte. Für diese Arbeit erhielt er den Desmazieres-Preis der Académie des sciences. Nach seinem Studium war er zunächst als Techniker für organische Chemie an der Fakultät für Medizin und Pharmazie tätig. Dort veröffentlichte er 1919 seine erste Publikation im Bulletin de la Société botanique de France, einen Bericht über seine Forschungen im Kloster La Grande Chartreuse. Ab 1920 arbeitete er als Pharmazeut und veröffentlichte innerhalb eines Jahres sechs Abhandlungen, die von Gaston Bonnier an der Académie des Sciences präsentiert wurden.
Von 1921 bis 1925 war er Dozent an der Fakultät für Pharmazie in Montpellier und hielt verschiedene Vorlesungen, vor allem über Botanik. In dieser ersten Phase seines wissenschaftlichen Lebens beschäftigte er sich mit zytologischen Fragen. 1923 absolvierte er seine erste Expedition nach Marokko, der mehrere weitere folgen sollten. Er verließ Montpellier und wurde Leiter der botanischen Abteilung des Institut scientifique de Rabat sowie Professor am Institut des hautes etudes marocaines in Rabat, wo er bis 1936 blieb.
Im Jahr 1932 verlieh ihm die Akademie der Wissenschaften den Prix de Coincy, um sein Gesamtwerk, insbesondere seine Arbeiten auf dem Gebiet der Zytologie, zu würdigen.
Louis Emberger bereiste Marokko von den trockensten bis zu den feuchtesten Regionen, bestieg Gipfel und begab sich in die Wüste, entweder allein oder zusammen mit anderen Botanikern, darunter René Maire, einem renommierten Systematiker. Während seiner Exkursionen wurden mehrere neue Taxa entdeckt, die den hohen Artenreichtum (20 % Endemismus) unterstrichen. Das floristische Inventar ermöglichte es Emberger, eine phytogeographische Karte von Marokko zu erstellen, die in 13 Gebiete unterteilt ist, in denen alle Arten der mediterranen Vegetation vorkommen.
Emberger führte den Begriff der bioklimatischen Stufe ein. Als Ergebnis seiner Forschung erstellte er einen Niederschlagsquotienten, der es ermöglichte, die Hauptklimazonen zu definieren. Gleichzeitig zählte er die Komponenten des mediterranen Klimas auf, indem er sowohl klimatologische als auch vegetationskundliche Daten verwendete. Das Ergebnis war eine phytogeographische Klassifikation der Klimazonen der Welt, die ausschließlich auf den klimatischen Faktoren basierte, die einen entscheidenden Einfluss auf die Vegetation hatten.
1936 arbeitete er kurzfristig an der wissenschaftlichen Fakultät der Universität Clermont-Ferrand. 1937 übernahm er den Lehrstuhl für Botanik an der Universität Montpellier als Nachfolger seines Stiefvaters Charles Flahault. 31 Jahre lang war er für die Entwicklung der botanischen Forschung in Montpellier verantwortlich, gründete eine international bekannte Schule und leitete von 1938 bis 1964 das Botanische Institut der Universität Montpellier. Hier arbeitete er eng mit Josias Braun-Blanquet zusammen, ebenfalls ein Student von Flahault. 31 Jahre lang entwickelte er die botanische Forschung in Montpellier, gründete eine international bekannte Schule, leitete von 1938 bis 1964 das Botanische Institut in Montpellier und gründete 1945 mit finanzieller Unterstützung des CNRS den Service de la carte des groupements vegetaux, der 1956 in Centre d'etudes phytosociologiques et ecologiques (CEPE) umbenannt wurde.
Während seiner Amtszeit unterhielt Emberger fruchtbare Beziehungen zu Marokko. Seine Kontakte erstreckten sich auch auf andere Länder des Maghrebs sowie auf zahlreiche Regionen mit mediterranem Charakter, wobei er dank der wissenschaftlichen Missionen, die er auf Initiative ihrer Regierungen durchführte, ein hervorragender Experte wurde. 1937 wurde er Korrespondent und 1940 Mitglied der Académie des sciences d'outre-mer. 1949 wurde er Präsident der Acadernie des sciences et lettres de Montpellier. 1948 wurde er Vizepräsident und war das von 1949 bis 1969 Präsident der Commission meteorologique de l'Herault.
1950 wurde er zum Mitglied des französischen Komitees für wissenschaftliche Forschung in Marokko ernannt. Auf den internationalen Botanikkongressen in Stockholm (1950) und Montreal (1959) war er Vizepräsident der Sektion für botanische Geographie und fast zwanzig Jahre lang UNESCO-Experte für die Trockengebiete der Welt.
Embergers wissenschaftliche Beiträge sind in vier Hauptforschungsbereiche unterteilt und umfassen die Zytologie, die Biogeographie, die vergleichende Morphologie und Phylogenie sowie die Biosystematik. Seine zytologischen Arbeiten widmeten sich den Farnen, den Schachtelhalmen und den Bärlappgewächseb. Seine biogeografischen Arbeiten konzentrierten sich auf die Vegetation des Mittelmeerraums und insbesondere auf die Region des westlichen Hohen Atlas in Marokko. Er veröffentlichte Arbeiten über die Verbreitung und Klassifizierung der marokkanischen Flora, insbesondere über das Halfagras (Stipa tenacissima). Zu seinen Arbeiten über Marokko gehörten auch Studien über die Höhenzonierung der dortigen Bergregionen und die Phytogeographie des Wüstenklimas, insbesondere des Arganbaums (Argania spinosa). Weitere Studien befassten sich mit der Assoziation in äquatorialen Wäldern, die zu einer biogeografischen Klassifizierung des Klimas führten, in der er Vergleiche zwischen Australien und den homologen Zonen des Mittelmeerraums zog. In der Biosystematik entwickelte er ein Klassifikationsschema für Gefäßpflanzen.
Ab 1955 war er assoziiertes Mitglied der Académie royale des Sciences, des Lettres et des Beaux-Arts de Belgique.

## Dedikationsnamen
Der ägyptische Botaniker Loutfy Boulos (1932–2015) benannte 1965 die Gattung Embergeria zu Ehren von Louis Emberger.

## Schriften
- mit René Maire und Pio Font-Quer: La végétation de l'Atlas rifain occidental, 1928
- mit René Maire: Plantae maroccanae novae vel minus cognitae, 1929
- Elements de Morphologie Florale, 1931
- mit Rene Maire: Tableau Phytogeographique Du Maroc, 1934
- Les Arbres du Maroc, 1938
- Les Plantes Fossiles dans leurs rapports avec les végétaux vivants (éléments de paléobotanique et de morphologie comparée), 1944
- mit Josias Braun-Blanquet und René Molinier: Instructions pour l'établissement de la carte des groupements végétaux, 1947
- Afrique du Nord et Australie mediterraneenne, 1958
- La place de l’Australie mediterraneenne dans l'ensemble des pays mediterraneens du Vieux Monde, 1959
- mit Herve Harant: L’histoire de la botanique à Montpelier. Ouvrage édité à l’occasion de l’inauguration du nouvel Institut de Botanique et de la restauration du Jardin des Plantes de l’Université de Montpellier, 1959
- mit Marius Chaudefaud: Traité de Botanique systématique, 2 Bände, 1960
- Notice Sur Les Titres Et Travaux Scientifiques, 1964